# Nowy Służewiec
Nowy Służewiec dawniej też Służewiec Nowy – dawna wieś, a obecnie osiedle w dzielnicy Włochy w Warszawie.
Osiedle znajduje się we wschodniej części dzielnicy, na północ od lotniska Chopina w Warszawie. Na jego obszarze znajduje się fort Zbarż, a także Fosa Zbarska.

## Historia
Parcela Służewiec Nowy należała podczas międzywojnia do gminy Wilanów w powiecie warszawskim.
20 października 1933 utworzono gromadę Służewiec Nowy w granicach gminy Wilanów, składającą się z samej parceli Służewiec Nowy.
Podczas II wojny światowej w Generalnym Gubernatorstwie, w dystrykcie warszawskim, gdzie okupant włączył Służewiec Nowy do gminy Okęcie. W 1943 gromada Służewiec Nowy liczyła 136 mieszkańców.
15 maja 1951 w związku ze zniesieniem gminy Okęcie, gromadę Służewiec Nowy włączono do Warszawy.